# Erik Lindblom (guldgrävare)
Erik Lindblom, född 27 juni 1857 i Lofsdalen i Linsells socken, död 23 september 1928 i Alameda, Kalifornien, var en av The Three Lucky Swedes, tillsammans med John Brynteson och Jafet Lindeberg.

## Biografi
Erik Lindblom växte upp under svåra förhållanden. Tillsammans med en vän skaffade sig Lindblom en anställning hos en skräddare i Linsell, där de båda stannade i tre år. Efter det luffade de båda vännerna till Hudiksvall, dit de kom 1879. I två år var de lärlingar hos skräddaren i Hudiksvall, innan skräddaren flyttade till Norrtälje och de båda lärlingarna följde med. Efter ett och ett halvt år reste de båda vännerna till Stockholm där de fick anställning på olika platser. Efter en tid reste Lindblom till London, och skulle sedan resa till Australien, men for istället till Amerika 1898 där han blev känd som en av dem som funnit en av världens största enskilda guldfyndigheter och som startade en ny guldrusch i Amerika.
Innan han hittade guldfyndigheten arbetade han på en båt under ett tvåårskontrakt. Han lyckades dock rymma från båten och började vandra i Alaska tills han träffade en eskimå som ledde honom till andra nybyggare. Här träffade Erik Lindblom de andra två från The Three Lucky Swedes och de hade turen att finna ett vattendrag som skulle inbringa mest guld i hela Alaska och döptes till Anvil Creek. 
Guldfyndigheten gjorde att mängder med människor strömmade till platsen och fram växte guldstaden Nome som blev Alaskas största stad. I staden hyllades 1998 Lindblom med en bronsstaty.